# Protostelium
Protostelium — рід грибів родини Protosteliaceae. Назва вперше опублікована 1960 року.